# Ираклий I

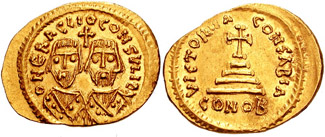
Золотой солид Ираклия и его отца в консульских одеждах во время восстания против Фоки

Ира́клий I (575 — 11 февраля 641) — византийский император (5 октября 610 — 11 февраля 641), основатель династии Ираклия, пришедший к власти в результате переворота и свержения императора Фоки. Правление Ираклия сопровождалось серьёзными военными угрозами империи — приход к власти сопровождался гражданской войной, на востоке шла затяжная Ирано-византийская война (602—628), арабы завоевали Египет, Сирию и Палестину, на севере племена аваров и славян захватили Балканы и даже осаждали Константинополь. К концу правления Ираклия Византия потеряла большую часть своей прежней территории, сохранив в своем составе преимущественно грекоязычные земли.
Ираклий был одним из последних императоров Византии, во время правления которого латынь была государственным языком, а Византия ещё имела сильное внешнее сходство с античной Римской империей. Вначале при нём даже было два консула, что напоминало эпоху принципата. Но одновременно царствование Ираклия открыло новую эпоху в истории Византии, «полагающую границу между старым и вновь народившимся историческим движением». Во время правления его династии греческий язык занял место латыни.

## Биография

### Ранние годы, происхождение
Ираклий, сын известного полководца Ираклия, экзарха Африки, родился в 575 году. Есть предположения о его африканском, сирийском, а также армянском происхождении. Армянское происхождение отца императора Ираклия является общепризнанным. Историк Уолтер Кеджи отмечает двуязычие Ираклия, для которого и армянский и греческий язык были родными. Армянский автор VII века Себеос говорит о принадлежности Ираклия к армянской династии Аршакидов. Ученый-византиист Элизабет Редгейт говорит о возможности армянского происхождения Ираклия. В последнем случае предполагается, что он родом из Каппадокии. Греческий историк Энтони Калделлис высказал сомнение по поводу достоверности последней версии, отметив, что нет ни одного первоисточника, упоминавшего его армянское происхождение. Американский историк Майкл Гудиер объяснил отсутствие каких бы то ни было упоминаний о происхождении Ираклия тем, что греческие панегирики не желали привлекать внимание к армянским корням императора, которые, выходя за рамки греко-римского наследия Византии, могли стоить Ираклию благосклонности простых людей. По его мнению, в пользу армянского происхождения Ираклия говорит его живой интерес к Армении и фаворитизм по отношению к армянам. Говоря об основанной Ираклием I династии, Александр Васильев указывает на ее армянское происхождение

### Приход к власти
Есть версия, что Ираклий Младший воспитывался в Константинополе в императорском дворце вместе с ханом Кубратом, который был крещён в 12 лет. После того, как Кубрат объединил болгарские племена и создал государство Великая Болгария, он подписал с Византией мирный договор и заключил с ней дружественный союз, по которому оба государства должны были оказывать друг другу экономическую и военную помощь, освободил болгарские племена от власти Аварского каганата. Ираклий поддерживал близкие дружеские отношения с болгарским ханом Кубратом и после захвата власти.
В 608 году глубокое недовольство императором Фокой охватило всю империю. Тогда правители Африки и Ливии, братья Ираклий Старший и Георгий, договорились снарядить свои армии и послать их в столицу под командованием своих сыновей. При этом Ираклий Старший и его сын Ираклий младший провозгласили себя консулами. Два консула были при принципате. В 609—610 годах положение Фоки и его сторонников серьёзно осложнилось. Война против империи Сасанидов, начатая Хосровом под предлогом мести за убийство тестя, императора Маврикия, который в своё время помог ему прийти к власти, окончилась поражением. Персидская армия вторглась в Месопотамию, Армению, Сирию и анатолийские провинции. В Африке и Египте поднялись восстания. Славяне заняли северную Иллирию. В Фессалониках и городах Анатолии и Сирии вспыхнул конфликт между синей и зелёной партиями ипподрома. В Константинополе народ открыто насмехался над пристрастием Фоки к алкоголю.
В 610 году к границам Антиохии приблизились войска персидского полководца Фаррухана Шахрвараза. Персидский фронт, однако, не был непосредственной угрозой власти Фоки; гораздо большую опасность для неё представляли африканские мятежники. Обеспечив контроль над Египтом, они вторглись в Сирию и на Кипр, в то время как большой флот под командованием Ираклия Младшего отплыл в Константинополь. К походу Ираклия Младшего присоединились его сицилийские, критские и фессалоникийские союзники. В октябре 610 года мятежники достигли Константинополя. Фока мог защищать город только при помощи экскувиторов и нерегулярных частей синих и зелёных, однако комит экскувиторов Приск и партия зелёных приняли сторону Ираклия Младшего. По распоряжению Ираклия символ синих сожгли после установления его власти на радость зелёным. Мать Ираклия Младшего и его невеста были заточены в константинопольский монастырь Нового раскаяния по приказу императора Фоки, державшего их в качестве заложниц. В обстановке всеобщего замешательства, когда Ираклий во главе карфагенского флота прибыл к Константинополю, мать и невеста Ираклия были освобождены восставшими против Фоки прасинами и переправлены в его лагерь. Константинополь перешёл к Ираклию практически без сопротивления..
Казнь Фоки была заключительным моментом переворота. Ираклий Младший был первым кандидатом на освободившийся престол римского императора. Но Ираклий от имени своего отца заявил, что целью его похода было низвержение тирана и восстановление вольностей римского народа, и предложил синклиту избрать императором достойного, указав на Приска, зятя Фоки, а сам заявлял готовность вернуться к своему отцу. И «в десятом часу» того же дня, когда был казнён Фока, избранный ещё при Фоке патриарх Сергий провозгласил победителем альтернативных выборов и императором Ираклия.

### Брак с Евдокией
Ираклий сразу же женился на освобождённой им своей невесте Евдокии. Несмотря на обещание восстановить римские доблести Ираклий занялся внедрением чуждого по существу идее римского императора принципа династии, хотя и не планировал разделять империю между сыновьями — то, что возмущало народ в завещании Маврикия. Ираклий приобщал на государственных актах имя своего сына Константина к своему, как соправителя. Одновременно с венчанием на царство восьмимесячный август был помолвлен с малолетней дочерью двоюродного брата императора, Никиты, Григорией, а 17 лет спустя совершилось бракосочетание. Надежда Ираклия создать династию осуществилась. Его род правил в течение столетия. Но сам Ираклий создал большие и тяжкие по своим последствиям затруднения своим вторым браком. Императрица Евдокия болела эпилепсией и умерла 13 августа 612 (в год рождения сына)

### Брак с племянницей Мартиной
Через год после смерти Евдокии Ираклий вступил в брак с дочерью своей сестры Марии, Мартиной, от первого её мужа. Брак с такой близкой родственницей был запрещён церковными канонами и считался инцестом, что повлияло на непопулярность Ираклия в народе и у церкви. Этот брак осуждал даже брат Ираклия Феодор. Ираклий стал стремиться к захвату церкви для исключения признания его второго брака незаконным. Одарённый, энергичный и воинственный император реформами в управлении и в войске восстановил на время могущество Византии.

### Внешняя политика

#### Войны с Сасанидами

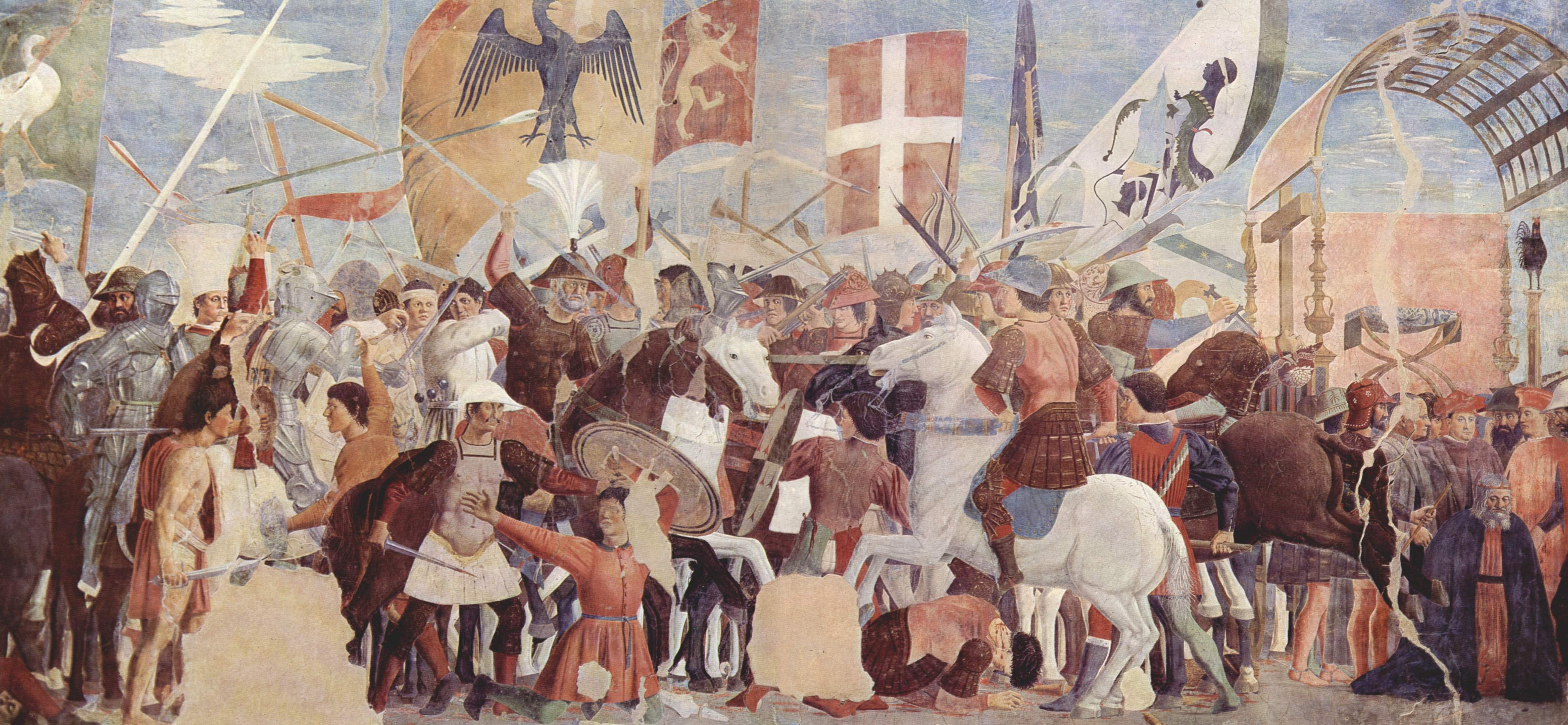
Битва между армией Ираклия и персами. Фреска Пьеро делла Франческа, около 1452.

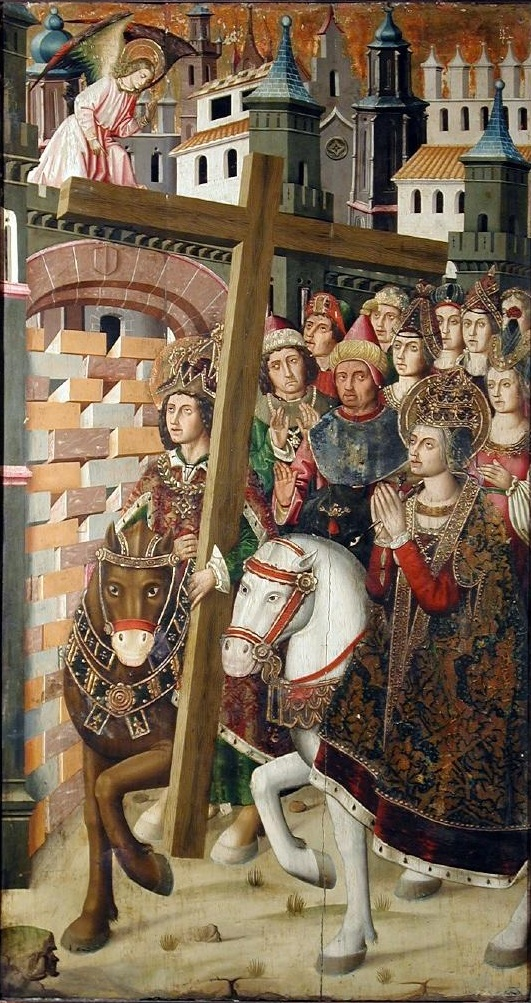
Ираклий возвращает Животворящий Крест в Иерусалим, анахронически сопровождаемый Святой Еленой. XV век, Испания.

Главное внимание во внешней политике Ираклия было обращено на Восток, где под властью Хосрова II Парвиза Персидская империя успешно вела войну против Византии. В начальный период правления Ираклия Малая Азия и Сирия оставались практически без защиты, что позволило персам под предлогом мести за убийство Фокой императора Маврикия и ненаказание убийц Ираклием, которого они считали самозванцем, так как возили с собой самозванца, называвшего себя сыном Маврикия, в короткое время завоевать большие территории в этом регионе. В 611 году ими была завоёвана Сирия и её главный город Антиохия, в 612 году — Малая Азия, где персы овладели Кесарией Каппадокийской, захватили десятки тысяч пленников и отправили их в Персию.

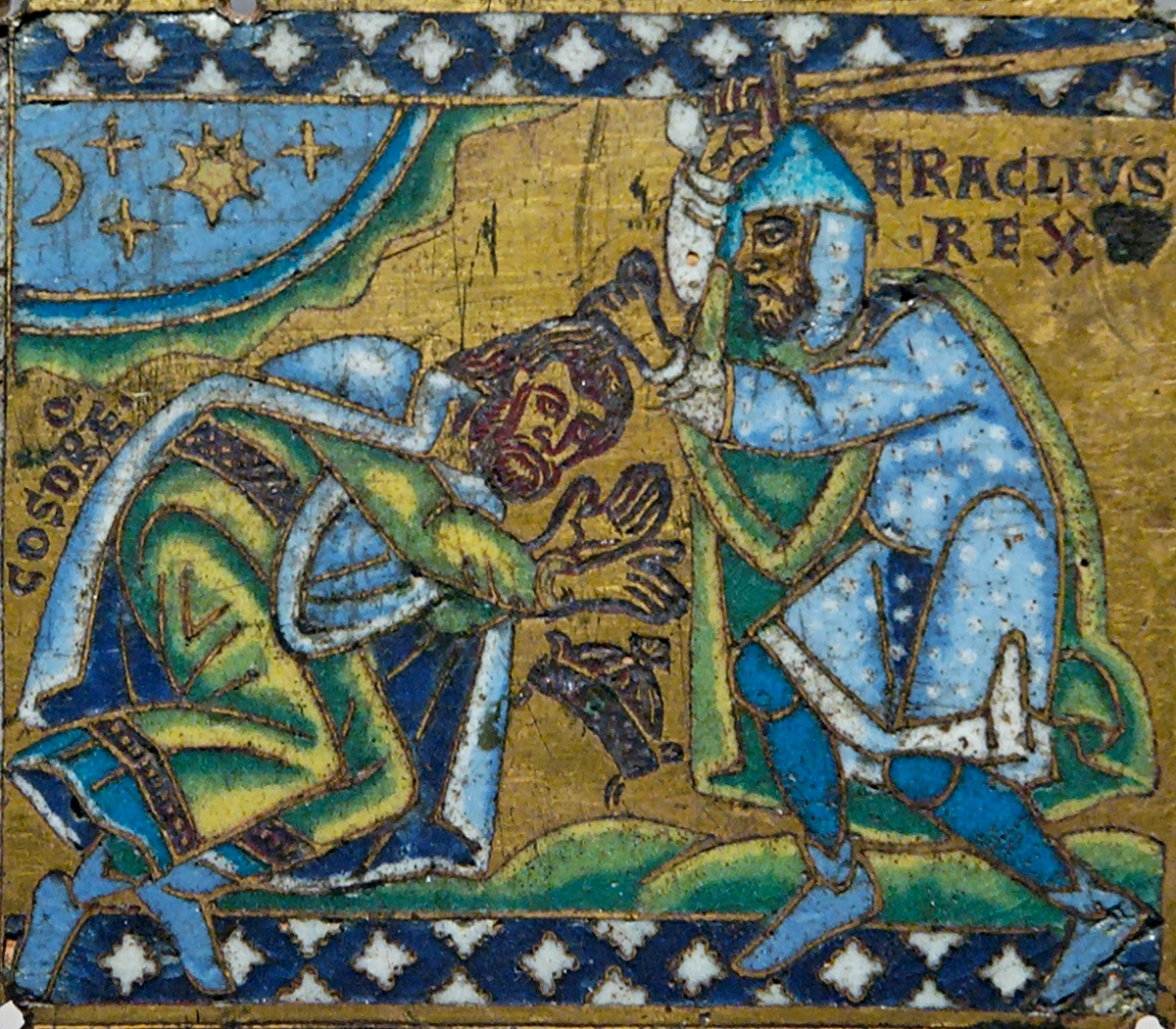
Победа Ираклия над Хосровом. Изображение содержит политическую пропаганду, поскольку в действительности Хосров никогда не признавал верховной власти Ираклия. Деталь обкладки драгоценного распятия из долины Мааса (1160—1170)

В 613 г. сам Ираклий потерпел поражение у стен Антиохии, отступил в Киликию, разбил там отряды неприятеля, но персы получили подкрепление, и войска императора в ужасе бежали от них. В 614 году персы заняли Иерусалим при поддержке местного еврейского населения под предводительством Неемии бен Хушейла и Вениамина тиберийского. После первой осады персами губернатором был назначен глава культурно-национальной автономии вавилонских евреев Персии — экзиларх, который оскорбил религиозные чувства христиан и византийских евреев установлением служб вавилонских евреев на Храмовой горе. После восстания жителей Иерусалима новая осада длилась 3 недели. Когда, наконец, персам удалось разрушить часть стены и ворваться в город, они, по некоторым данным, жестоко истребляли восставших, в том числе, христиан, а также на 1300 лет практически покончили с присутствием в Иерусалиме византийских евреев. По свидетельству Себеоса, во время осады было убито 17 тысяч христиан, 35 тысяч — взяты в плен. После заключения мира с Сасанидами в 628 году Иерусалим и Животворящий крест были возвращены Византии.
Персы завоевали в 611 году Сирию и 616 году Египет, источник снабжения Константинополя хлебом, а в 617 году утвердились в самом Халкидоне. Призванные славянами Авары после осады Салоник в 619 году достигли окрестностей Константинополя. В этих условиях Ираклию не удалось перенести столицу империи в Карфаген в Африке, так как его переубедил патриарх. После того, как вестготы захватили многие города в Испании, а король вестготов Сисебут выкупил пленных легионеров у своего войска, пришлось фактически отказаться от большей части испанских владений в пользу вассальных ему вестготов, выведя войска, которые нужны были ему для войны с персами, и купить у аваров мир (620). К 625 году вестготы во главе со Свинтилой захватили Новый Карфаген и все владения Византии в Испании. Ираклий вступил в переговоры с болгарами, расселившимися между Днестром и Дунаем, ища в них противовес аварам. Ираклий согласился на поселение хорватов и сербов между побережьем Далмации и западными Балканами. Ираклий понял, что империи не стоит тратить силы на борьбу со славянскими народами и протоболгарами и отказался от борьбы за области, занятые ими до того времени, пока империя не остановит главного врага — Персию. С 622 года, ему удалось в целом ряде блестящих походов отразить нашествие персов и отбросить их (несмотря на новое нападение аваров в 626 году на Константинополь, закончившееся для них полным поражением). Персы в это время заняли азиатский берег Босфора, но византийцам удалось уничтожить славянский флот аваров в Босфоре, и персы не соединились с аварами. В 628 году Ираклий одержал победы в Месопотамии, а вместе с хазарскими союзниками — в Закавказье. (Подробнее: Взятие Тбилиси (627), Битва при Ниневии).
В 629 году император Ираклий вернулся в Константинополь и вернул в Иерусалим Животворящий Крест — одну из главных святынь христианства, которая была захвачена персидским царём Хосровом II и возвращена персидским посольством.
Тогда же Ираклий официально принял титул василевса, которым по-гречески до тех пор именовали царя Персии, но назвал себя «василевсом во Христе».

### Война с арабами и смерть
Изнурительная война с персами и периодические вспышки чумы сильно ослабили ромейскую империю. Первые столкновения были между вассалами Византии христианскими арабами гассанидами и армией Мухаммеда — битва при Муте в 629 году. Началом вторжения арабов можно назвать битву при Табуке в октябре 630 года, хотя как такового сражения не было, и арабы заняли город без боя. Основное наступление было проведено уже после смерти Мухаммеда его последователями Праведного Халифата. С 634 арабы начинают полномасштабное наступление на обе империи — как на Византию, так и на Персию.
В период 632—641 годах арабы завоевали много областей византийской империи: Сирию, Палестину, Месопотамию и Египет. В 634 Праведный Халифат под руководством Абу Бакра начинает быстрый захват Сирии и Палестины. В 636 состоялась битва при Ярмуке, в которой Халид ибн аль-Валид одерживает решительную победу, а уже в 637 году после осады Иерусалима патриарх Софроний сдаёт город следующему праведному халифу — Умару, после чего Византия навсегда теряет город.
В это же время на севере империи продолжались переселения славян на Балканский полуостров.
Небольшой отряд из 4 тысяч воинов под руководством Амра ибн аль-Аса за короткий срок захватывает весь Египет и Киренаику (639—646). 11 февраля 641 года император Ираклий I умирает от отёка, что в народе считалось карой за его грех инцеста с племянницей. К моменту смерти Ираклия Египет был полностью захвачен.
После смерти Ираклия в Византии наступил затяжной политический кризис — через три дня после смерти императора вдовствовавшая Мартина пыталась объявить себя императрицей на константинопольском ипподроме, но под давлением народа и сената ей пришлось уступить и остаться регентом при сыновьях Ираклия, которые даже не присутствовали на церемонии. Через три месяца, 25 мая 641 года, от туберкулёза умирает 28-летний сын Ираклия от первого брака Константин III Ираклий, в народе идёт молва о причастности Мартины к его смерти. Императором становится 15-летний сын Мартины и Ираклия I — Ираклий II под регентством матери Мартины. Однако уже 14 сентября 641 года происходит переворот, в результате которого генерал Валентин временно узурпирует власть. Мартине солдаты отрезают язык, а её сыну Ираклию II отрезают нос и обоих отправляют в ссылку на остров Родос. Узурпатор Валентин номинально назначает императором сына Константина III — 10-летнего Константа II, однако сам теряет власть к 644 году. Констант II хоть и правил до 668 года, в народе был настолько нелюбим, что перенёс свою резиденцию из Константинополя на Сицилию. Но даже там его убивают, и власть переходит к узурпатору Мизизию. Сын Константа II — Константин IV возвращает власть к 669 году, но безуспешно борется с дальнейшими арабскими завоеваниями. Последний из Династии Ираклия, Юстиниан II, борется со славянами и арабами и терпит поражение в битве при Себастополисе, теряет власть из-за восстания Леонтия, который отрезает ему нос и отправит в ссылку в Херсонес в Крыму. Впоследствии, Юстиниан II вернул престол, но снова был свергнут. После падения Ираклийской династии в Византии наступает период «Двадцатилетней анархии».

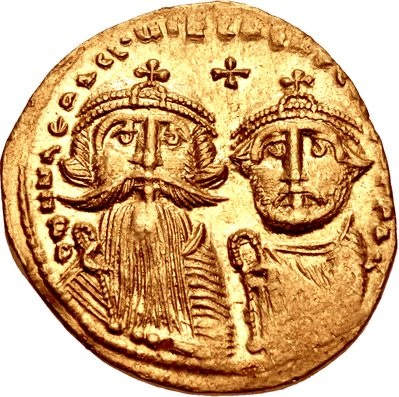
Солид с портретами Ираклия и его сына Константина III

### Церковная политика Ираклия
В церковной политике император Ираклий известен тем, что с помощью константинопольского патриарха Сергия стремился подчинить себе и своим наследникам церковь, которая в противном случае рано или поздно объявила бы его второй брак с собственной племянницей Мартиной незаконным, и преодолеть разобщённость поместных региональных Церквей империи, а также Церквей вне её, порождённую богословским противостоянием различных христологий со времён Халкидонского собора. Вначале он улучшил отношения с феодосианами Египта, ликвидировав противостоящую им партию юлианитов-гайанистов накануне персидской оккупации. Смысл его последующей реформы, уже после освобождения от персидской оккупации (с 630 года) состоял в том, чтобы найти богословский компромисс между сторонниками и противниками Халкидонского собора, то есть диофизитами-халкидонитами и миафизитами-антихалкидонитами, усилившимися во время персидской оккупации, когда халкидонизм везде, кроме Палестины, был запрещён персами. Миафизиткой была любимая жена Хосрова II Ширин, поэтому Хосров покровительствовал не только несторианам, но и миафизитам. Но первой его женой была халкидонитка дочь императора Маврикия — Мария. В богословский компромисс Ираклием были вовлечены, в первую очередь, диофизиты сиро-персидской (несторианской) традиции Церкви Востока, с помощью которых принявший титул персидского царя «василевс» «василевс во Христе» Ираклий собирался контролировать завоёванный Иран и сельскую местность Сирии.
На исповедании формулы о двух природах во Христе и единой Богомужней воле, известной как монофелитство, а ранее на исповедании формулы о едином действии Ираклию удалось привести все церкви (их верхушку) к единству. При этом единство состояло в причастии халкидонитским священнослужителем, что миафизиты могли понимать по-своему, или, например, в причастии императора Ираклия и его двора несторианским патриархом Ишоябом II, возглавлявшим персидское посольство. По возвращении в Иран Ишояб говорил: «Несмотря на то, что собравшиеся на Собор в Халкидоне, были облечены полномочиями восстановить веру, они, однако, отошли весьма далеко от правой веры. Из-за их слабой фразеологии они поставили для многих камень преткновения. Тем не менее на свой лад они сохранили правую веру исповеданием двух естеств, но своей формулой об одной qnoma (ипостаси) они, похоже, соблазнили слабые умы. Таким образом они оказались на перепутье, поколебались и отвернулись от блаженных рядов православных, хотя и не примкнули к сонмищу еретиков…» Но халкидониты не анафематствовались несторианами и до реформ Ираклия. Единственное исключение — собор армянской церкви во главе с католикосом Езром, где решение о единство принимал собор, но документы его не сохранились, а присоединение к халкидонизму тоже было в форме совместного причастия с императором-халкидонитом Ираклием. Антиохийская богословская школа действительно сформулировала свою христологию на том основании, что именно две природы или ипостаси Христа были объединены единым действием (ἐνέργεια) своего единого «prosopon единения», поэтому активными и стойкими сторонниками моноэнергизма «на уровне корней травы» выступали марониты, богословская школа которых была основана Феодоритом Кирским. Остальным простым народом, особенно миафизитами, реформа была не очень понята. В 629 или между 629—634 годами император посещает Иераполь Сирийский (Мабуг(совр. Манбидж в Сирии), где встречается с Сирийским яковитским Патриархом Антиохийским Афанасием и двенадцатью епископами для обсуждения вопросов веры. Он надеялся убедить их, что новая формула вероисповедания (две природы и одно действие во Христе) вполне согласуется с доктриной святителя Кирилла Александрийского. После двенадцатидневного обсуждения Патриарх с епископами отверг императорские предложения на основании того, что они не отличались, по их мнению, от позиции Нестория (две различные природы и Личности во Христе) или папы Льва I (две природы в одной Личности). Реакция императора на отказ была резкой. Результатом серьёзных преследований стало, по словам Патриарха яковитов Дионисия в 727 году, то, что «многие монахи приняли Халкидонский Собор, включая монахов Бейт-Маруна [Монастыря Марона] вместе с жителями Мабуга, Хомса и большинством людей в Южной Сирии, которые, защищаясь от жестокости, приняли Халкидонский Собор и захватили несколько наших церквей и монастырей». Но ранее сам патриарх Афанасий Ямала (595—631) попытался в 620 г. во время персидской оккупации распространить свою власть и на халкидонитскую церковь и считал поэтому и халкидонские монастыри яковитскими. Но можно понять это и так, что сами марониты уже были халкидонитами, считавшимися обращёнными в миафизитство во время персидской оккупации, а Ираклий присоединил к ним многие общины яковитов насильственно. Кроме того, было несколько монастырей святого Марона. В отличие от монастыря, где была школа Феодорита Кирского, мог быть монастырь Марона и у яковитов. В то же время известно, что в окружении Ираклия в Константинополе было много халкидонитов из монастыря святого Марона. Поэтому моноэнергизм мог быть подсказан ими как последователями Феодорита Кирского, не только патриархом Сергием, хотя сам Ираклий в конце жизни, отрёкшись от ересей, обвинял в их создании только уже умершего Сергия, а не верных маронитов. Современные марониты либо полностью отвергают то, что они ранее были моноэнергистами и монофелитами, либо некоторые из них утверждают, что были только против концепции конфликта между божественной и человеческой волями, как Максим Исповедник, считавший, что человеческая воля и божественная были в согласии без конфликта. Но на VI Вселенском соборе именно маронитский патриарх антиохийский был оппонентом диофелитству. Именно вопрос о монофелитстве является наиболее болезненным для Маронитской Церкви, так как с этой доктриной связывают её историю и обвиняют в монофелитстве не только православные и миафизитские Церкви, но и Римско-католическая. Не помогло Ираклию и то, что единство воли признавал Севир Антиохийский, что могло привлечь ранее облагодетельствованную Ираклием ликвидацией их противников верхушку феодосиан. Севир не признан святым Армянской церковью, которая поэтому своё учение о воле догматизировала позже. Даже Максим Исповедник в это время в некотором смысле доверял моноэнергизму Ираклия и Сергия, дипломатично заявив, что правильность Псефоса зависит от того, что понимается под энергией. Но при этом все миафизитские церкви, кроме Армянской, признавшей Халкидонский собор, но, видимо, не как Вселенский, а как собор соседней поместной церкви, что впоследствии подтвердил Нерсес Шнорали, приняли халкидонизм, а не принявшие его в своём большинстве их обычные верующие подвергались репрессиям. Миафизиты Египта в своих летописях вообще не помнят ни о каком единстве при Ираклии. Они считают это насильственным обращением в халкидонизм. Поэтому усилия Ираклия оказались напрасными, и он в конце жизни отрёкся от монофелитства и моноэнергизма, что подтверждает утверждение им Иоанна IV, поэтому не анафематствуется Православной и Католической церквами. С принятием диофелитства в Римской и Православных церквах византийского обряда на Шестом вселенском соборе, где монофелитство было объявлено ересью, был подтверждён разрыв не столько с миафизитами, кроме Армянской церкви, сколько с несторианами Сирии и с персидской церковью, так как Антиохийская богословская школа догматизировала единоволие. Персидскую церковь Ираклий использовал для удержания Ирана как вассальной страны после своей победы в войне с персами. После Трулльского собора, пытавшегося унифицировать обряд Армянской церкви с византийским и тем фактически признать Халкидонский и последующие соборы византийской церкви вселенскими, наступил разрыв и с Армянской церковью. К концу жизни Ираклия и большая часть Ирана, и населённые преимущественно миафизитами и несторианами территории империи были захвачены арабами.

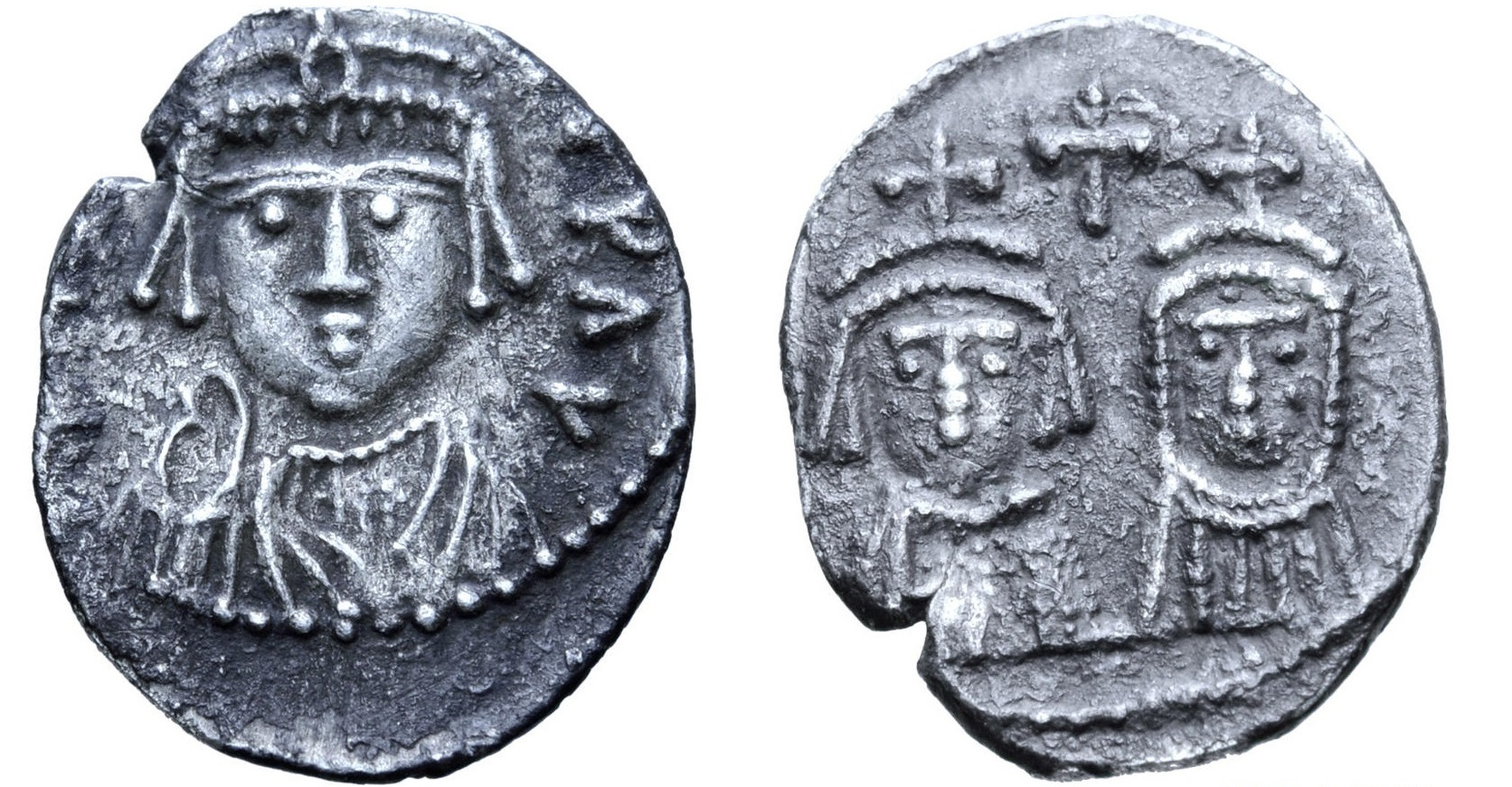
Ираклий с сыном Константином III и второй женой Мартиной

Политического смысла в осуждении монофелитской ереси, официально провозглашённой императором только в 638 году (написанный в 633 году Псифос, запретивший толковать о том, существует ли одно или два действия, и Экфезис, предписывающий верить в единоволие) после потери Иерусалима и незадолго до падения Антиохии, как он считал, уже не было, как и в моноэнергизме, причём поражение от арабов многие приписывали монофелитству. Но по разным причинам и вдова Ираклия Мартина, и её противник внук Ираклия Констант II остались сторонниками монофелитства как выгодного им цезарепапизма.

## Образ в культуре

### Ираклий в литературе
Ираклий стал героем литературных сочинений и легенд в самых разных странах мира.

#### Рыцарский роман
Средневековый рыцарский роман «Ираклий» появился во Франции в XII веке, его автором был Готье из Арраса. Детали биографии императора в нём почти полностью вымышлены.

#### Африканский эпос
Написанная в начале XVIII века на территории современной Кении эпическая поэма на суахили «Книга об Ираклии» изображает бой византийцев с арабами-мусульманами при Табуке и стала одним из крупнейших произведений литературы Чёрной Африки.

#### Легенда о шкатулке Ираклия

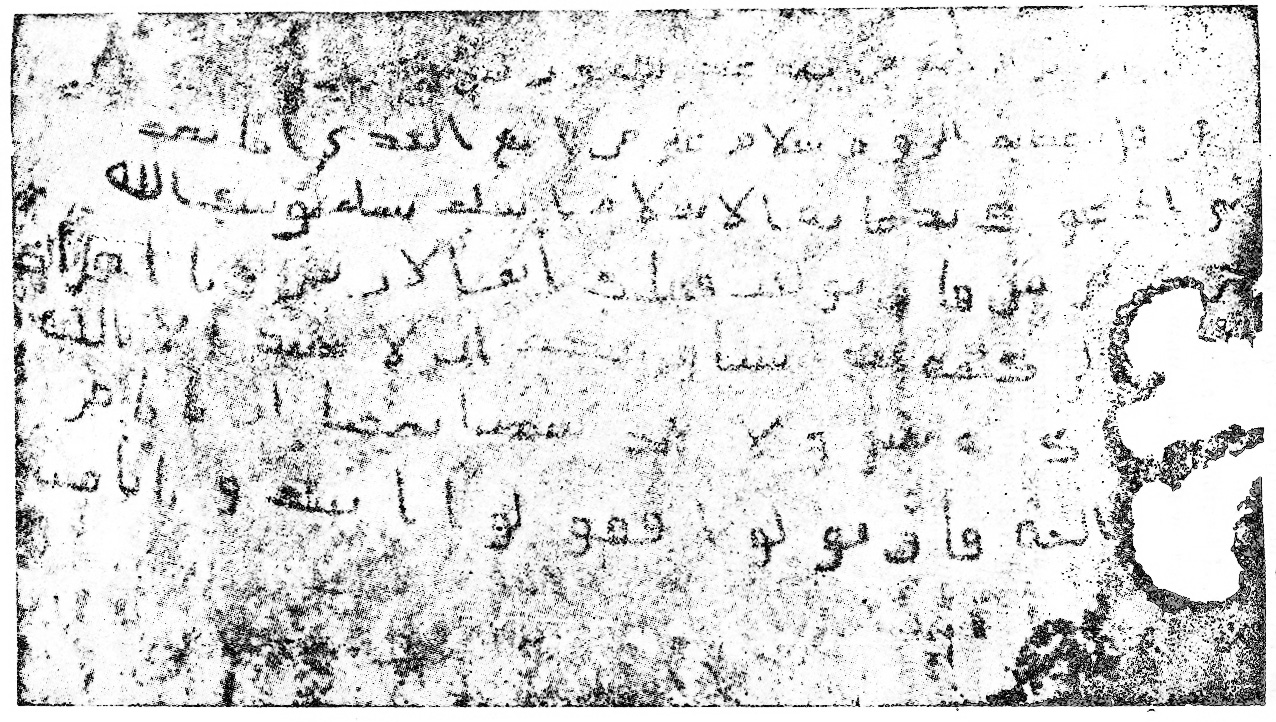
Письмо, отправленное Мухаммадом Ираклию, императору Византии. Воспроизведено по книге: Khan, Dr. Majid Ali. Muhammad The Final Messenger. Нью-Дели: Islamic Book Service, 1998.

В арабских и византийских источниках сохранилась история об арабском посольстве ко двору Ираклия, в ходе которого на тайной аудиенции Ираклий продемонстрировал мусульманским послам шкатулку с изображениями пророков со времён библейского пророка Даниила, вышитых белыми нитками на тёмных шёлковых лоскутках. В последующие времена шкатулка больше нигде не появлялась и её судьба неизвестна.

### В кино
- «Послание» (1976) — в роли Ираклия — Роналд Ли Хант.
- «Добрый король Дагоберт» / Le bon roi Dagobert (Франция, Италия; 1984) режиссёр Дино Ризи, в роли Ираклия — Марчелло Бонини Олас.
- «Умар» — реж. Хатем Али (Саудовская Аравия — Марокко, 2012). В роли Ираклия — Мухаммед Кури’а.

## Видеоматериалы
Видеоролик с компьютерной реконструкцией значительных событий правления Ираклия I.